# Mirza Begić
Mirza Begić, slovenski košarkar, * 9. julij 1985, Bijeljina, Bosna in Hercegovina.
Begić je profesionalni igralec košarke, ki igra na položaju centra.

## Klubska kariera
Kariero je začel v rodni Bosni in Hercegovina pri Slobodi Diti iz Tuzle. Pred začetkom sezone 2002/03 je prestopil v Union Olimpijo, kjer je igral za mladince in kmalu prejel tudi slovensko državljanstvo. V sezoni 2003/04 je kot posojeni igralec Olimpije igral za kranjski Triglav, za katerega je dosegal povprečno 7 točk, 5 skokov in 1,7 blokade v 16,9 minutah na tekmo. Po sezoni je zapustil Olimpijo in prestopil k Virtusu iz Bologne. Prvo sezono je bil posojen k belgijskemu prvoligašu Huy Basket. Po sezoni se je vrnil v Italijo, vendar pa je zaradi težav s koleni Virtus v sezoni 2005/06 prekinil pogodbo z njim. Vrnil se je v Slovenijo tokrat k ekipi Slovana. V sezoni 2006/07 je zaigral v ligi ABA pod vodstvom trenerja Aleša Pipana. Po koncu sezone ga je v svoje vrste ponovno zvabila Olimpija, s katero je podpisal dveletno pogodbo. Po solidni prvi sezoni je sezono 2009/10 odigral odlično in postal eden najboljših mladih centrov Evrolige. Tako je avgusta 2009 prestopil k Žalgirisu iz Kaunasa. Po slabih dveh sezonah je januarja 2011 na željo priznanega trenerja Ettoreja Messine prestopil k madridskemu Realu, s katerim je podpisal 2 in polletno pogodbo. V januarju 2018 se je vrnil v Petrol Olimpijo, kjer igra še danes. Ob velikih spremembah v  Union Olimpiji, kasnejši Cedeviti, so se Begiću dokončno odrekli, čeprav je bil eden najbolj konstantnih in koristnih klubskih igralcev.

## Reprezentančna kariera
Begić je igral za mlado Slovensko reprezentanco do 20 let na Evropskem prvenstvu v Moskvi leta 2005. Za člansko Slovensko košarkarsko reprezentanco je prvič zaigral na Evropskem prvenstvu 2011 v Litvi, kjer je v povprečju dosegel 7,7 točke in 6,5 skokov na tekmo, obenem pa je s povprečno 1,9 blokadami na tekmo postal najboljši bloker prvenstva.